# 十八不共法
十八不共法（梵語：aṣṭādaś-āveṇika-buddha-dharma; avenika-buddha-guna），佛教術語，指如來有十八種不共通聲聞、緣覺、菩薩，唯佛獨有的功德(Guṇa)法，念佛修行的項目之一。

## 大乘佛教
大乘佛教的經論，如《般若經》、《大智度論》等所記載：
- 身無失（nāsti-tathāgatasya-skhalitaṁ）
- 口無失（nāsti-ravitaṁ）
- 念無失（nāsti-muṣitasmṛtitā）
- 無不定心（nāsty-asamāhitacittaṁ）
- 無異想心（nāsti-nānātva-saṁjñã）
- 無不知捨心（nāsty-apratisaṁkhyāyopekṣā）
- 欲無減（nāsti-chandasya-hāniḥ）
- 精進無減（nāsti-vīryasya-hāniḥ）
- 念無減（nasti-smṛter-hanih）
- 慧無減（nāsti-prajñāyā-hāniḥ）
- 解脫無減（nāsti-vimukter-hāniḥ）
- 解脫知見無減（nāsti-vimuktijñāna-darśanaya-hāniḥ）
- 一切身業隨智慧行（sarvakāyakarma-jñānapῡrvaṃgamaṃjñānānuparivarti）
- 一切口業隨智慧行（sarvavākkarma-jñānapῡrvaṃgamaṃjñānānuparivarti）
- 一切意業隨智慧行（sarvamanaskarma-jñānapῡrvaṃgamaṃjñānāpuparivarti）
- 智慧知過去世無礙（atīte'dhvany-asaṅgam-apratihataṃjñānadarśanaṃ-pravartate）
- 智慧知未來世無礙（anāgate'dhvany-asaṅgam-apratihataṃjñānadarśanaṃ-pravartate）
- 智慧知現在世無礙（pratyutpanne'dhvany-asaṅgam-apratihataṃjñānadarśanaṃ-pravartate）

## 說一切有部
說一切有部所傳「十八不共法」：
- 十力（daśa-balāni），而除諸惑習氣
- 四無所畏，而說法無怖畏
- 三念住（於恭敬聽聞者住平等心、於不恭敬聽聞者住平等心、於恭敬聽聞與不恭敬聽聞者住平等心），而不生歡慼心
- 大悲（Mahā-karuṇā），緣一切有情，得明三苦之行相。

這「十八不共法」為諸「菩薩」將要成佛的那一刻，在「盡智位」中修習而成，該說源自《發智論》的作者迦旃延尼子。

## 赤銅鍱部
赤銅鍱部無畏山派《解脫道論》所記「十八不共法」為：
- 於過去佛智不障礙
- 〔於〕未來佛智不障礙
- 〔於〕現在佛智不障礙
- 隨於佛智，遍起身業
- 隨於佛智，遍起口業
- 隨於佛智，遍起意業
- 欲無退
- 精進無退
- 念無退
- 定無退
- 慧無退
- 解脫無退
- 無可疑事
- 無誣師事
- 無不分明
- 無有急事
- 無隱覆處
- 無不觀捨

## 學術研究
根據宮本正尊（1974）《大乘佛教の成立史的研究》，大眾部律典《大事》與部派佛傳《修行本起經》，為十八不共佛法的最古傳承。
在《解脫道論》、南傳《長部》的義註、《清淨道論難語句》（Visuddhimagga-ganthipada）中，也記載十八不共佛法的名目。所記載的項目大多與《大事》，以及大乘佛教的般若經相同，不過約有六處差異較大。